# Космос-1041
Космос-1041 је један од преко 2400 совјетских вјештачких сателита лансираних у оквиру програма Космос.
Космос-1041 је лансиран са космодрома Плесецк, СССР, 4. октобра 1978. Ракета-носач Р-14 Чусоваја (рус. Чусовая) (8К65, НАТО ознака SS-5 Skean) са додатим степеном је поставила сателит у орбиту око планете Земље. Маса сателита при лансирању је износила 40 килограма. Космос-1041 је био комуникациони сателит.